# 比得哥什Pesa鐵道車輛

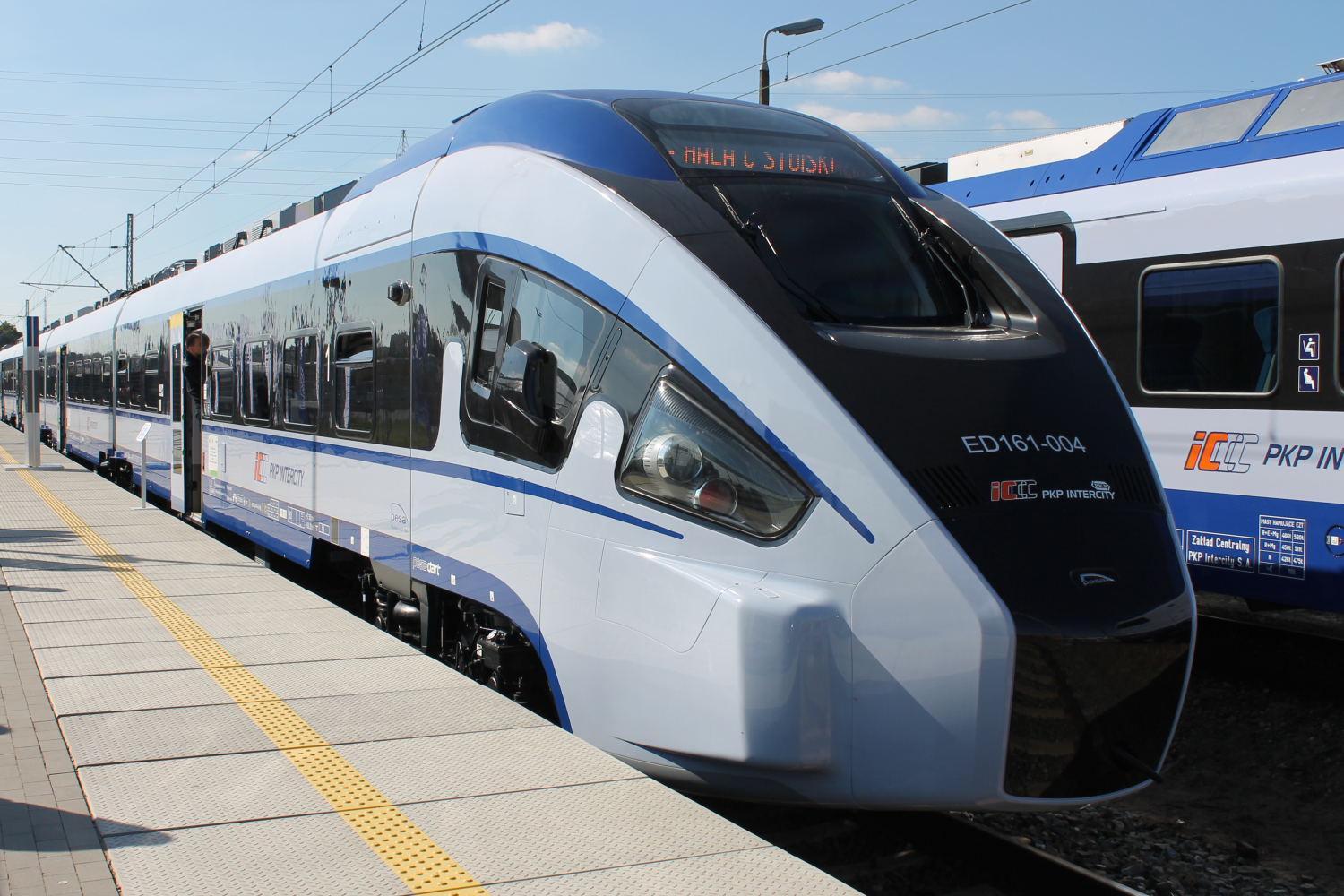
Pesa dart城際列車

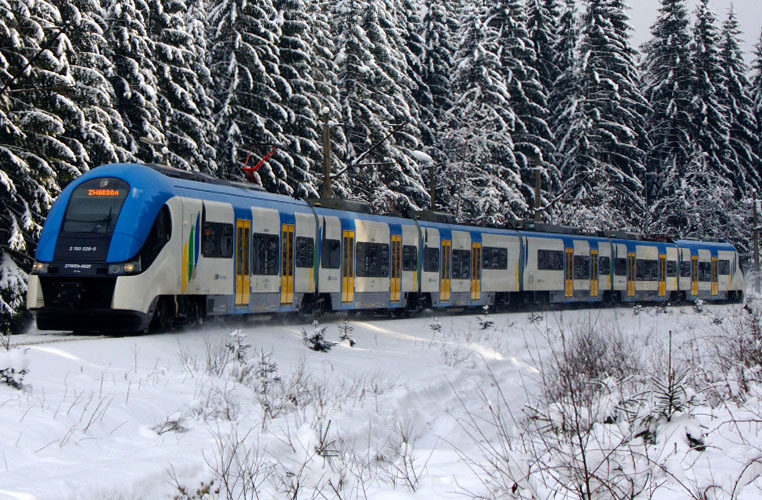
Pesa Elf列車

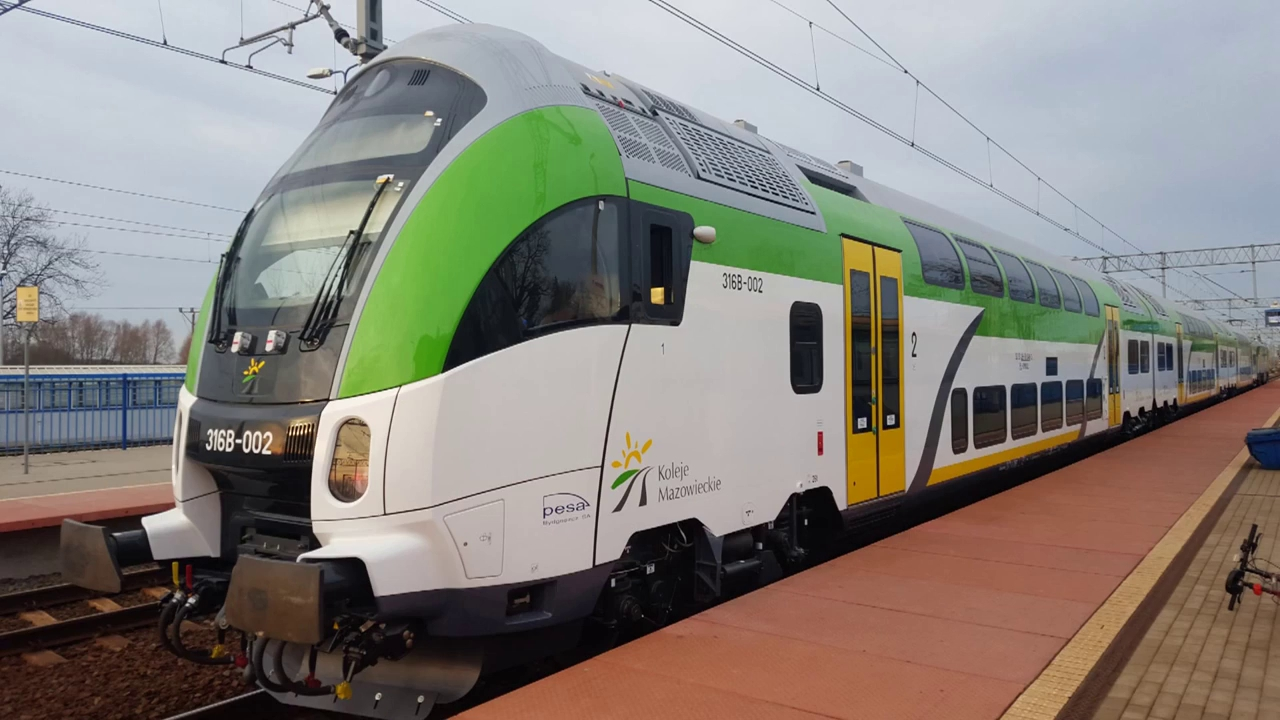
Pesa Sundeck列車

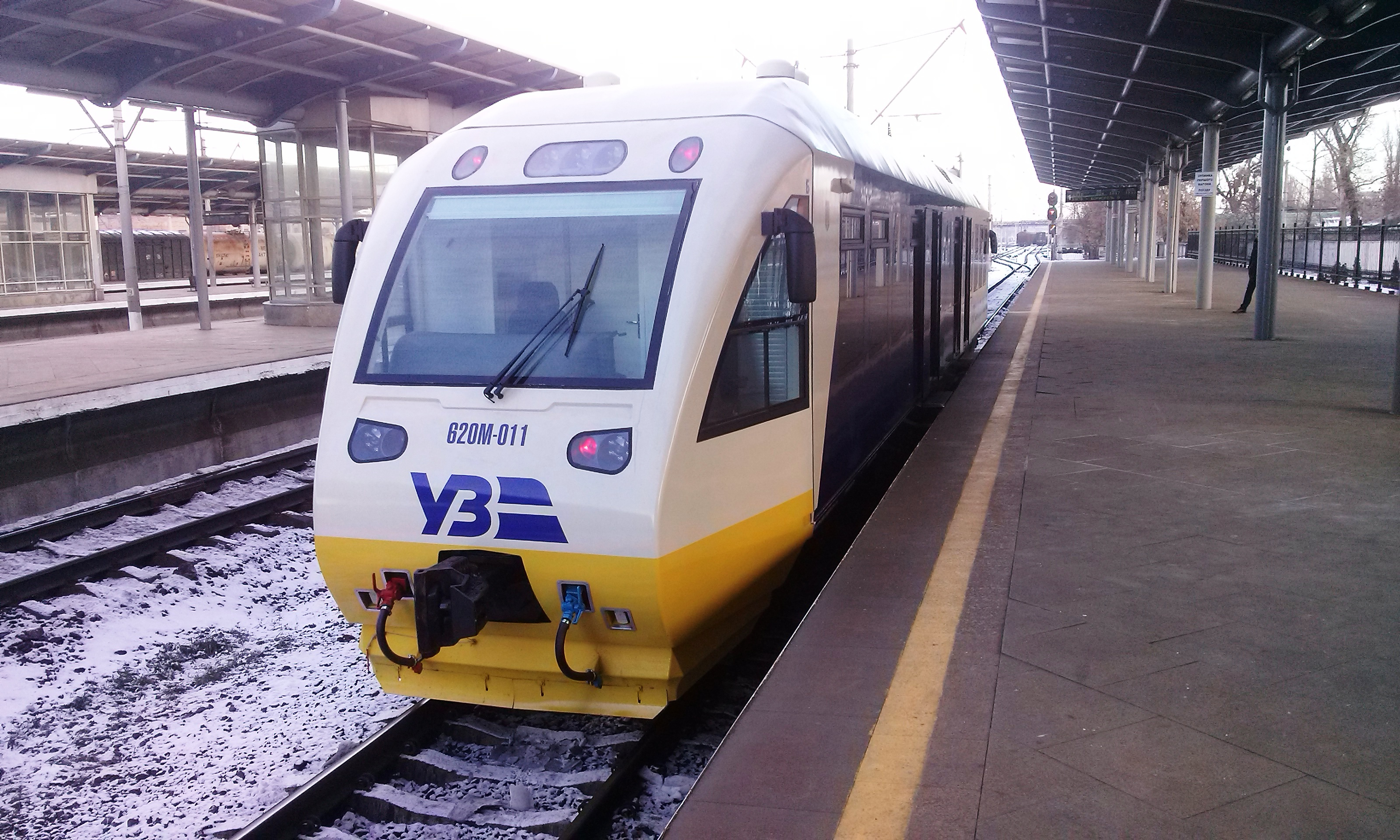
烏克蘭的Pesa 620M列車

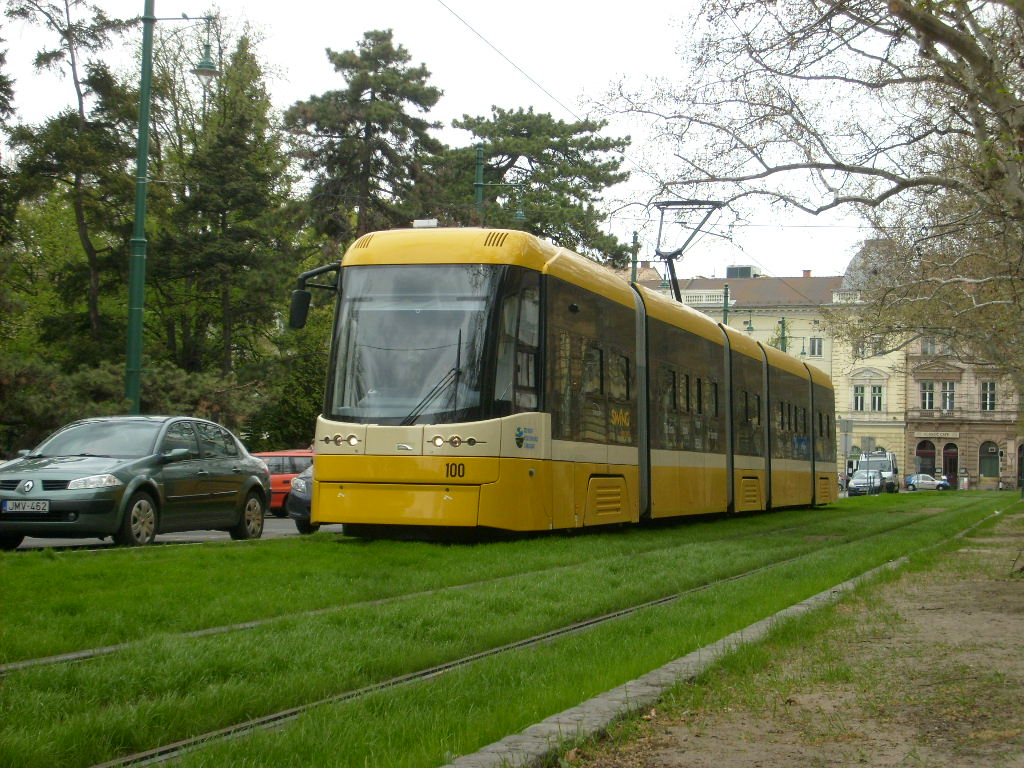
匈牙利塞格德的Pesa路面電車

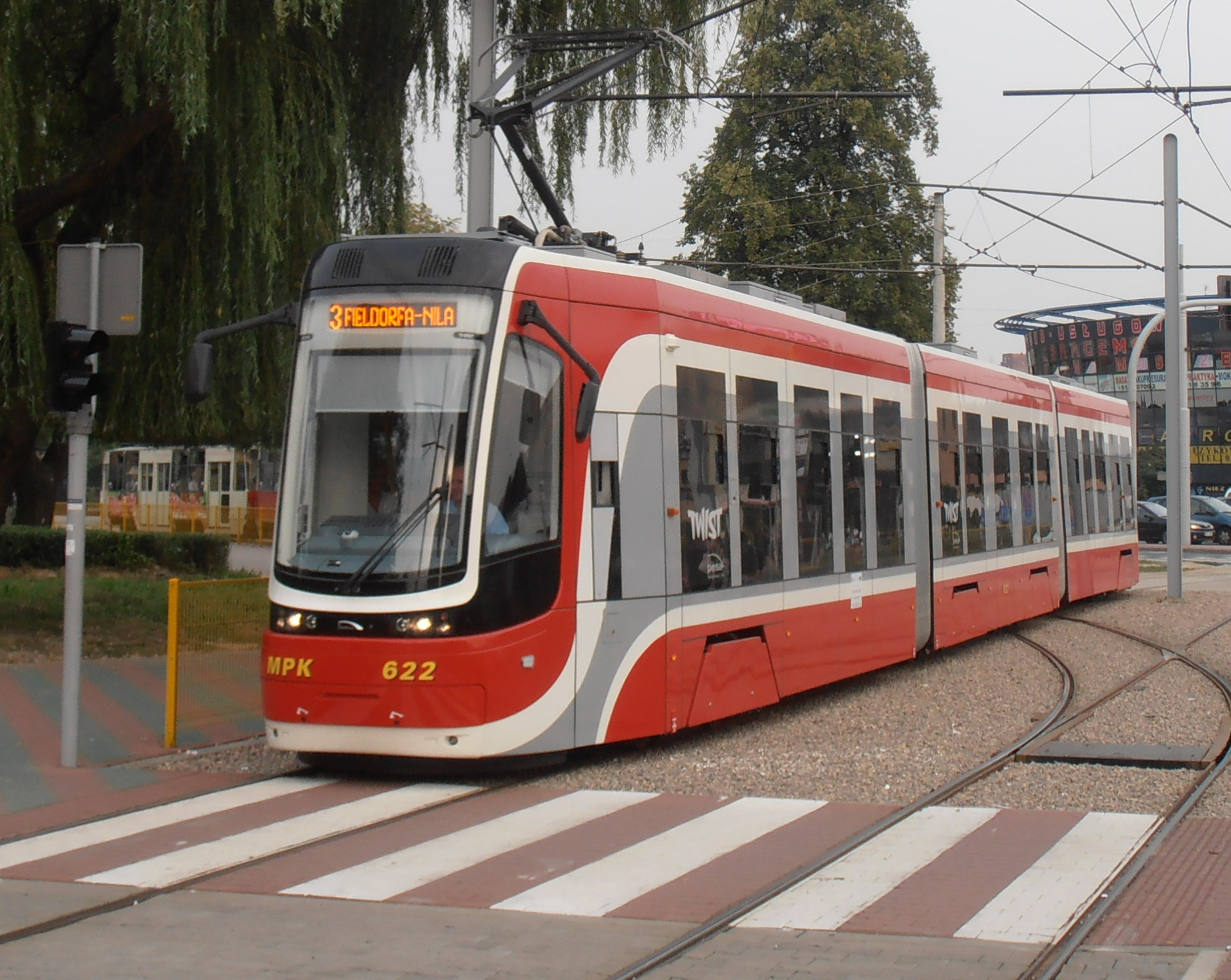
波蘭琴斯托霍瓦的Pesa Twist路面電車

比得哥什Pesa鐵道車輛（英文：Pesa SA ，Pojazdy Szynowe Pesa Bydgoszcz）是位於波蘭比得哥什的鐵道车辆制造商。 「Pesa」源自 「Pojazdy Szynowe（波兰语『鐵道車輛』）」之縮寫。 Pesa 是由波兰国家铁路公司比得哥什機廠發展而來；在 20 世纪 50 年代到 1998 年，本單位名為ZNTK Bydgoszcz（Zakłady Naprawcze Taboru Kolejowego，比得哥什鐵路機廠）。
比得哥什機廠原以維修蒸汽机车和货车為主。 1989 年波兰共产党政权垮台后，比得哥什鐵路機廠於1991 年獨立為一家公司，於是改變經營方針為新造鐵道車輛，並於 2001 年更為現名。
Pesa 的轉型相當成功。自 2001 年以来，Pesa 已向华沙、格但斯克以及波兰、匈牙利、德国和哈萨克斯坦的多個城市供应新型轻轨车辆（LRV、有轨电车），也向波兰、意大利、哈萨克斯坦和德国等地的客戶供應电聯車和柴聯車。 主要的訂單包括：(1) 2009 年 5 月 29 日签订，价值 15 亿兹罗提（4.6 亿美元）的合約，为波兰华沙提供 186 辆有轨电车，取代该市 40% 的舊型車輛； 和 (2) 2012年9 月19日签订，向德国铁路提供 470 辆柴聯車，总值 12 亿欧元（15 亿美元）。 